# Mauga Povi Hill
Der Mauga Povi Hill ist ein Tiefseeberg im westlichen Pazifik auf dem Tiefseerücken der Gilbertinseln etwa 90 km südlich des Maiana-Atolls. Er liegt ca. 20 km nordöstlich von Onotoa. Im Norden ist das nächste Atoll Beru. In gleicher Linie mit Nordwestlich-Südöstlicher Ausrichtung wie Mauga Povi Hill liegen die Tiefseeberge Kautu und Iroji.
Sein Gipfel liegt in einer Tiefe von 2835 m.